# 1859 en droit
Cet article présente les faits marquants de l'année 1859 en droit.

## Événements
- 16 juin, France : loi délimitant les arrondissements de Paris et portant leur nombre de douze à vingt[1].
- Juillet et août, Mexique : promulgation d'une partie des lois de Réforme au Mexique, série de lois et décrets d'inspiration libérale sous la présidence intérimaire de Benito Juárez dont le but est d'instaurer la séparation de l'Église et de l'État. 12 juillet : loi de nationalisation des biens du clergé régulier et séculier ; 23 juillet : loi sur le mariage civil ; 28 juillet : loi sur le registre d'État civil ; 31 juillet : décret déclarant la cessation de l'intervention du clergé dans les cimetières ; 11 août : Loi régulant les jours fériés et interdisant aux fonctionnaires la présence officielle à l'office
- 10 novembre : traité de Zurich mettant fin au conflit entre la coalition franco-sarde et l’Autriche.
- 11 novembre : pacte de San José de Flores entre la Confédération argentine et l’État de Buenos Aires, fixant les modalités d’intégration de ce dernier dans la Confédération argentine.
- Sardaigne : Promulgation de la communale et provinciale dans le royaume de Sardaigne (péninsule italienne).

## Naissances
- 4 février : Léon Duguit, juriste français spécialiste de droit public († 18 décembre 1928).
- 27 février : Robert Piedelièvre, professeur de droit français († 11 mai 1939).
- 4 avril : Contardo Ferrini, religieux membre du Tiers-Ordre franciscain, universitaire italien, spécialiste de droit romain et byzantin († 17 octobre 1902).

## Décès
1er décembre : John Austin, juriste et philosophe du droit britannique (° 3 mars 1790).